# يولريك فالش
يولريك فالش (بالفرنسية: Ulrikke Falch)‏ (و. 1996  م) هي ممثلة، ومؤلفة نرويجية، ولدت في أوسلو.

## وصلات خارجية
- يولريك فالش على موقع IMDb (الإنجليزية)
- يولريك فالش على موقع ألو سيني (الفرنسية)
- يولريك فالش على موقع قاعدة بيانات الفيلم (الإنجليزية)

- يولريك فالش في قاعدة بيانات الأفلام على الإنترنت